# Emballage des médicaments

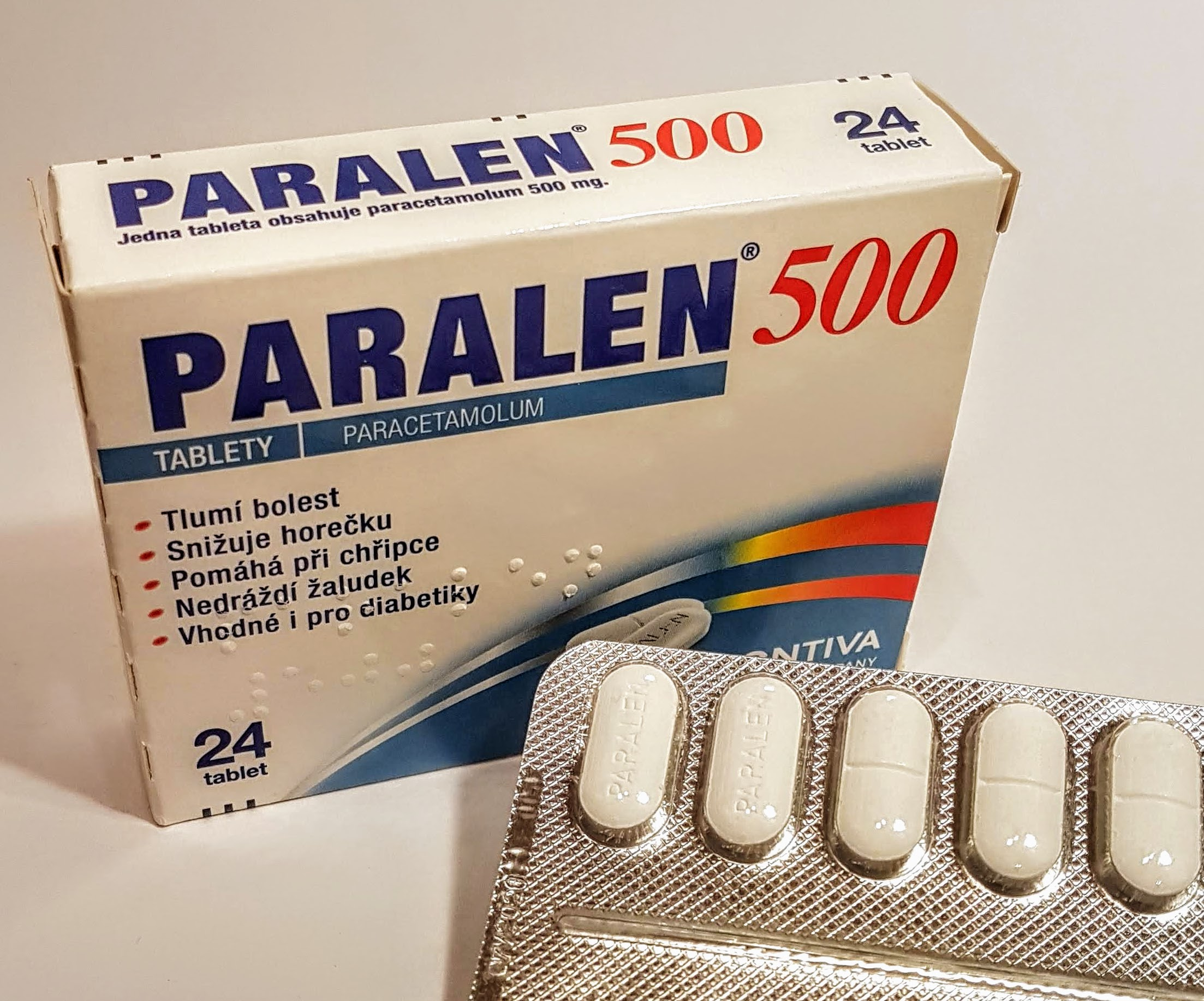
Emballage de paracétamol de République tchèque.

L’emballage des médicaments est destiné à les préserver de la lumière, de l'humidité et de l'air. Une directive européenne détermine les mentions qui doivent obligatoirement figurer sur l'emballage, par dérogation, les États membres de l'Union européenne peuvent imposer d'autres inscriptions supplémentaires sur l'emballage.

## Union européenne

### Inscriptions obligatoires
L'objectif des mentions obligatoires sur l'emballage est de donner aux patients une information claire et précise sur les médicaments afin d'en permettre l'utilisation correcte. Ces mentions sont déterminées par le Code communautaire relatif aux médicaments à usage humain, établi par la Directive 2001/83/CE du Parlement européen et du Conseil du 6 novembre 2001.

### Autres inscriptions
Si le médicament soulage et guérit, il est parfois dangereux et peut provoquer des effets indésirables. C'est la raison pour laquelle le pharmacien peut être amené à refuser la délivrance de certains médicaments sans ordonnance afin d'éviter les abus et les accidents.

jusqu'en 1988, les médicaments étaient classés en tableaux:
- Les produits toxiques Tableau A (cadre rouge) renouvellement interdit sauf spécification du médecin
- Les produits stupéfiants Tableau B (double cadre rouge) ordonnance spéciale extraite d'un carnet à souches délivrance du nombre de prises strictement nécessaires au traitement.
- Les produits nouveaux Tableau C (cadre noir), renouvellement éventuellement autorisé.
- Les produits dangereux Tableau C (cadre vert), renouvellement éventuellement autorisé.

depuis le décret du 29 décembre 1988, on classe les médicaments en:
- médicaments non listés, vente libre
- médicaments toxiques , inscrits sur la liste 1
- médicaments dangereux, inscrits sur la liste 2
- médicaments stupéfiants et psychotropes, inscrits sur la liste des stupéfiants.

les modalités de délivrance sont identiques, mis à part la suppression du carnet à souche, qui est remplacé par la prescription sur des ordonnances sécurisées, sur papier filigrané spécial et au bas desquelles le prescripteur doit indiquer en chiffre le nombre de prescriptions sur l'ordonnance pour éviter le risque de falsification. 